# 多臓器不全
多臓器不全（たぞうきふぜん、英: MOF; Multiple Organ Failure）とは、生命維持に必要な複数の臓器の機能が障害された状態のこと。現代救急医療の最大の課題のひとつとされている。局所障害が枢要臓器に影響することによるPrimary MOF と、全身性炎症反応症候群から発展して生じるSecondary MOF がある。

## 概要
MOFという概念が注目されるようになった背景には、救急医療の発達がある。MOFは本来、死に至る上で誰もが通る過程であるが、救急医療が発達する以前においては、MOFから死への距離が非常に短く、ほとんど不可分であった。しかし、出血や腎不全、急性呼吸窮迫症候群など、死の前段階における症候を一つ一つ克服した結果として、1970年代から、集中治療中の患者の死因として、MOFが問題視されるようになってきたものである。
MOFの基本的な病態は、急性炎症反応とこれにともなう各種サイトカインなど化学伝達物質の発現増大によって、全身において同時多発的に障害を生じることにある。主な障害は下記のとおりである。
血管拡張と血流分布異常
NF-κBの活性化によってもたらされるもので、血液分布異常性ショックを誘発する。ただし後述の血管内皮障害が進展すると血管は収縮に転じる。
心収縮性の障害
アドレナリンβ受容体とアデニル酸シクラーゼの間の情報伝達を阻害してカテコラミン反応性が低下することで生じるもので、心原性ショックを誘発する。
血管透過性亢進
好中球浸潤に伴うエラスターゼ放出による細胞障害などによって生じるもので、急性呼吸窮迫症候群や循環血液量減少性ショックなどを誘発する。
血管内皮障害
NF-κBやケモカイン受容体の活性化によってもたらされるもので、微小血栓形成による塞栓や血流鬱滞を誘発する。
糸球体濾過量減少
血流分布異常や血管内皮障害による虚血、また炎症性サイトカインによって生じるもので、急性腎不全に発展する恐れが大である。
「多臓器」の定義はやや曖昧であるが、日本では多くの場合、肺・肝臓・腎臓・消化器系・循環器系・中枢神経系・凝固・線溶系の7つの機能のうち2つ以上が短期間ないし同時に不全になったときとされる。
重症度の判定には、SOFAスコアやAPACHE-IIスコアなど、いくつかの指標が提案されている。SOFAスコア（Sequential Organ Failure Assessment score）は簡便であるために比較的多用されており、2009年新型インフルエンザの世界的流行に際してマックマスター大学を中心として策定されたトリアージプロトコルでも採用された。
| 項目                              | 点数                | 点数                 | 点数                                                    | 点数                                                                 | 点数                                                                    |
| 項目                              | 0                   | 1                    | 2                                                       | 3                                                                    | 4                                                                       |
| --------------------------------- | ------------------- | -------------------- | ------------------------------------------------------- | -------------------------------------------------------------------- | ----------------------------------------------------------------------- |
| 呼吸機能 PaO2/FiO2 [mmHg]         | ≧ 400               | 400 ＞≧ x ≧ 300      | 300 ＞ x ≧ 200                                          | 200 ＞ x ≧ 100 呼吸補助下                                            | 100 ＞ x 呼吸補助下                                                     |
| 凝固機能 血小板数 [×103/mm2]      | x ≧ 150             | 150 ＞ x ≧ 100       | 100 ＞ x ≧＞ 50                                         | 50 ＞ x ≧ 20                                                         | 20 ＞ x                                                                 |
| 肝機能 血漿中ビリルビン値 [mg/dL] | ＜ 1.2              | 1.2〜1.9             | 2.0〜5.9                                                | 6.0〜11.9                                                            | ＞ 12.0                                                                 |
| 循環機能 血圧低下                 | 平均動脈圧 ≧70 mmHg | 平均動脈圧 ＜70 mmHg | ドパミン≦5γ あるいはドブタミン投与 （投与量を問わない） | ドパミン＞5γ あるいはアドレナリン≦0.1γ あるいはノルアドレナリン≦0.1γ | ドパミン＞15γ あるいはアドレナリン＞0.1γ あるいはノルアドレナリン＞0.1γ |
| 中枢神経機能 Glasgow Coma Scale   | 15                  | 14〜13               | 12〜10                                                  | 9〜6                                                                 | 6未満                                                                   |
| 腎機能 クレアチニン値 [mg/dL]     | 1.2未満             | 1.2〜1.9             | 2.0〜3.4                                                | 3.5〜4.9 あるいは尿量が500 mL/日未満                                 | ＞5.0 あるいは尿量が200 mL/日未満                                       |

## 予後
現在のところ、各臓器の機能不全を個々に治療することはできるものの、これらが関連して一時に発生した場合、それぞれに対処していく以外に治療法がない。このことから、MOFの状態に陥る以前にこれを予防することが最重要であり、その前段階である全身性炎症反応症候群（SIRS）の時点で対策を講じることが必要である。